# Атлас (Пенсільванія)
Атлас (англ. Atlas) — переписна місцевість (CDP) в США, в окрузі Нортамберленд штату Пенсільванія. Населення — 732 особи (2020).

## Географія
Атлас розташований за координатами 40°47′51″ пн. ш. 76°25′43″ зх. д. / 40.79750° пн. ш. 76.42861° зх. д. (40.797388, -76.428735).  За даними Бюро перепису населення США в 2010 році переписна місцевість мала площу 0,65 км², уся площа — суходіл.

## Демографія
Згідно з переписом 2010 року, у переписній місцевості мешкало 809 осіб у 360 домогосподарствах у складі 212 родин. Густота населення становила 1248 осіб/км².  Було 475 помешкань (733/км²).
Расовий склад населення:
| - 97,7 % — білих - 1,7 % — чорних або афроамериканців |

До двох чи більше рас належало 0,5 %. Частка іспаномовних становила 1,1 % від усіх жителів.
За віковим діапазоном населення розподілялося таким чином: 16,3 % — особи молодші 18 років, 63,8 % — особи у віці 18—64 років, 19,9 % — особи у віці 65 років та старші. Медіана віку мешканця становила 46,5 року. На 100 осіб жіночої статі у переписній місцевості припадало 100,2 чоловіків;  на 100 жінок у віці від 18 років та старших — 96,2 чоловіків також старших 18 років.
Середній дохід на одне домашнє господарство  становив 82 838 доларів США (медіана — 47 206), а середній дохід на одну сім'ю — 67 568 доларів (медіана — 54 659). За межею бідності перебувало 2,9 % осіб, у тому числі 5,5 % дітей у віці до 18 років та 0,8 % осіб у віці 65 років та старших.
Цивільне працевлаштоване населення становило 441 особа. Основні галузі зайнятості: освіта, охорона здоров'я та соціальна допомога — 37,6 %, виробництво — 19,3 %, транспорт — 7,3 %, роздрібна торгівля — 6,6 %.